# نوار لودر
نوار لودر (به انگلیسی: Lüders band)، خطوط هارتمان، کرنش‌های استرچز یا اثر پایوبرت به منطقه تغییر شکل پلاستیک موضعی در مواد گفته می‌شود که ایجاد آن در موادی که رفتار الاستیک-پلاستیک غیریکنواخت، پلاستیک یکنواخت: نوع IV از خود نشان می‌دهند، همراه با کاهش بار از میزان تنش تسلیم بالایی تا تنش تسلیم پایینی است.

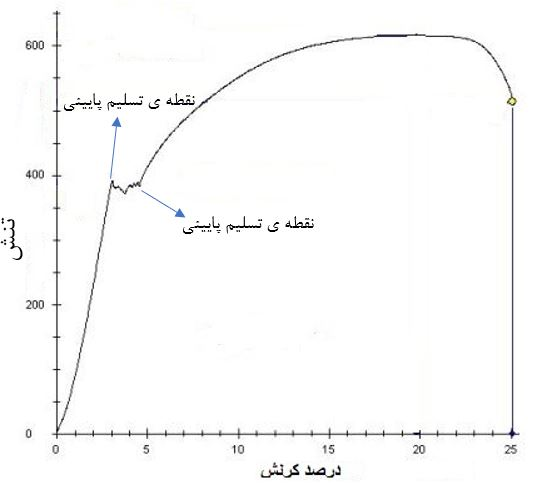

این نوارها در نقاط با تمرکز تنش به وجود می‌آیند و در زاویه‌ای در حدود55º نسبت به محور اعمال نیرو ایجاد می‌شوند.
وقتی به نمودار تنش کرنش آلیاژی که از طریق محلول جامد استحکام بخشی شده باشد نگاه می کنیم، یک نقطه‌ی تسلیم بالایی و یک نقطه‌ی تسلیم پایینی خواهد داشت که مابین این دو نقطه یک زیگزاگ (serration) ایجاد می شود دراین منطقه‌ی خاص یک پدیده‌ی خاص صورت می گیرد که به آن پدیده ی لودرز باند گقته می شود.
توصیف متالوژیکی آن به این صورت است که نابجایی ها هنگام که شروع به حرکت می کنند گیر محلول جامد می افتند این گیر افتادن و آزاد شدن نابجایی ها، باعث ایجاد باند های برشی می شود.
این پدیده باعث پارگی یا هیچ عیب فیزیکی نمی شود ولی روی قطعه کار باندهای برشی به راحتی دیده می شوند به عنوان مثال در ساخت خودروها از سه ورق آلومینیومی سری 5000،6000و7000 استفاده می شود که ورق های آلومینیومی سری 5000 فقط در قطعات داخل خوردوها استفاده می شود چون این آلیاژ از طریق محلول جامد استحکام بخشی شده و پدیده ی لودرز باند در آن اتفاق می افتد و بخاطر همین خودروسازان ترجیح می دهند از ورق های آلومینیومی سری 5000 تنها در قطعات داخل خودرو استفاده کنند.